# Рядкова ступінчаста форма
У лінійній алгебрі матриця має рядкову ступінчасту форму якщо
- Усі ненульові рядки (рядки, що мають хоча б один ненульовий елемент) знаходяться над нульовими рядками, і
- Лідируючий коефіцієнт (перший ненульовий елемент зліва) ненульового рядка завжди строго справа від лідируючого коефіцієнта рядка вище.

Приклад 3x3 матриці у рядковій ступінчастій формі:
{\displaystyle \left[{\begin{array}{ccc|c}1&a_{1}&a_{2}&a_{3}\\0&1&a_{4}&a_{5}\\0&0&1&a_{6}\end{array}}\right]}
Матриця є у скороченій рядковій формі (також називається рядкова канонічна форма) якщо вона задовольняє наступну умову:
- Кожен передній коефіцієнт є 1 і він є єдиним ненульовим елементом у відповідному стовпчику, наприклад:

{\displaystyle \left[{\begin{array}{ccc|c}1&0&0&b_{1}\\0&1&0&b_{2}\\0&0&1&b_{3}\end{array}}\right]}
Зауважимо, що це не завжди значить, що ми отримаємо одиничну матрицю. Наприклад, наступна матриця також у скороченій рядковій формі:
{\displaystyle \left[{\begin{array}{cccc|c}1&0&1/2&0&b_{1}\\0&1&-1/3&0&b_{2}\\0&0&0&1&b_{3}\end{array}}\right]}

## Неунікальність
Кожна ненульова матриця може бути приведена до нескінченної кількості рядкових ступінчастих форм (вони можуть бути добутками інших ступінчастих форм, наприклад) з допомогою елементарних перетворень матриць. Однак, усі матриці та їхні рядкові ступінчасті форми відповідають одній матриці у скороченій рядковій ступінчастій формі.

## Системи лінійних рівнянь
Система лінійних рівнянь є у рядковій ступінчастій формі якщо її розширена матриця знаходиться в рядковій ступінчастій формі. Схожим чином, система рівнянь є у скороченій рядковій ступінчастій формі або канонічній формі якщо її розширена матриця є у скороченій рядковій ступінчастій формі. 

## Псевдокод
Наступний псевдокод конвертує матриці у скорочену рядкову ступінчасту форму:
```
function
 ToReducedRowEchelonForm(Matrix M) 
is

    
lead
 := 0
    
rowCount
 := the number of rows in M
    
columnCount
 := the number of columns in M
    
for
 0 ≤ 
r
 < 
rowCount
 
do

        
if
 
columnCount
 ≤ 
lead
 
then

            
stop function

        
end if

        
i
 = 
r

        
while
 M[
i
, 
lead
] = 0 
do

            
i
 = 
i
 + 1
            
if
 
rowCount
 = 
i
 
then

                
i
 = 
r

                
lead
 = 
lead
 + 1
                
if
 
columnCount
 = 
lead
 
then

                    
stop function

                
end if

            
end if

        
end while

        
if
 
i
 ≠ 
r
 
then
 Swap rows 
i
 and 
r

        Divide row 
r
 by M[
r
, 
lead
]
        
for
 0 ≤ 
i
 < 
rowCount
 
do

            
if
 
i
 ≠ 
r
 
do

                Subtract M[i, lead] multiplied by row 
r
 from row 
i

            
end if

        
end for

        
lead
 = 
lead
 + 1
    
end for

end function
```

наступний псевдокод перетворює матрицю у рядкову ступінчасту форму (не скорочену):
```
function
 ToRowEchelonForm(Matrix M) 
is

    
nr
 := number of rows in M
    
nc
 := number of columns in M
    
    
for
 0 ≤ r < nr 
do

        
allZeros
 := true
        
for
 0 ≤ 
c
 < 
nc
 
do

            
if
 M[
r
, 
c
] != 0 
then

                
allZeros
 := false
                
exit for

            
end if

        
end for

        
if
 
allZeros
 = true 
then

            In M, swap row 
r
 with row 
nr

            
nr
 := 
nr
 - 1
        
end if

    
end for

    
    
p
 := 0
    
while
 
p
 < 
nr
 and 
p
 < 
nc
 
do

        
label
 nextPivot:
            
r
 := 1
            
while
 M[
p
, 
p
] = 0 
do
 
                
if
 (
p
 + 
r
) <= 
nr
 then
                    
p
 := 
p
 + 1
                    
goto
 nextPivot
                
end if

                In M, swap row 
p
 with row (
p
 + 
r
)
                
r
 := 
r
 + 1
            
end while

            
for
 1 ≤ 
r
 < (
nr
 - 
p
) 
do
 
                
if
 M[
p
 + 
r
, 
p
] != 0 then
                    
x
 := -M[
p
 + 
r
, 
p
] / M[
p
, 
p
]
                    
for
 
p
 ≤ 
c
 < 
nc
 
do

                        M[
p
 + 
r
, 
c
] := M[
p
 , 
c
] * 
x
 + M[
p
 + 
r
, 
c
]
                    
end for

                
end if

            
end for

            
p
 := 
p
 + 1
    
end while

end function
```